# سيلسو موريلو
سيلسو موريلو هو ملحن وموسيقي برازيلي، ولد في 9 مارس 1940 في Baependi ‏ في البرازيل.